# Джованні Траупе
Джованні Траупе (нід. Giovanni Troupée, нар. 20 березня 1998, Амстердам, Нідерланди) — нідерландський футболіст, фланговий захисник клубу «Локомотив» (Пловдив).

## Клубна кар'єра
Джованні Траупе народився в Амстердамі, але займатися футболом почав в академії клубу «Утрехт». Перший матч в основі Траупе зіграв у травні 2015 року. З наступного сезону Траупе почав більше потрапляти до основи, але стати повноцінним гравцем першої команди він так і не зумів.
У 2018 році його віддали в оренду до «АДО Ден Гаг», з яким уклав тривалий орендний договір. через рік Траупе також на правах оренди приєднався до клубу «Твенте». Відігравши у клубі два сезони, влітку 2021 року Траупе підписав з клубом повноцінний контракт.

## Збірна
У 2015 році Джованні Траупе у складі юнацької збірної Нідерландів (U-17) брав участь у юнацькому чемпіонаті Європи, що проходив на полях Болгарії. На турнірі Траупе зіграв в усіх трьох матчах групового етапу.